# Крокодиловая белокровка
Крокоди́ловая белокро́вка (лат. Chaenocephalus aceratus) — вид морских прибрежных антарктических рыб из семейства белокровковых (Channichthyidae) отряда окунеобразных (Perciformes). Единственный вид рода крокодиловых белокровок (Chaenocephalus). Русское название этой рыбе дано из-за крупной головы с широким длинным рылом и челюстей, усаженных многочисленными крупными зубами. Второе русское название — чернопёрая ледяная рыба, переведённое калькой с английского названия (Blackfin icefish), не прижилось. Впервые вид был описан в 1906 году из бухты Камберленд острова Южная Георгия шведским зоологом Эйнаром Лёнбергом (Лённбергом) под именем Chaenichthys aceratus.
Самая крупная среди белокровковых рыб — достигает общей длины 77 см. Прибрежный (неритический) донный вид, встречающийся до глубин 770 м. Эндемик Западной Антарктики. Ареал крокодиловой белокровки простирается в основном вдоль островной дуги Моря Скоша — от острова Южная Георгия до Антарктического полуострова. Согласно схеме зоогеографического районирования по донным рыбам Антарктики, предложенной А. П. Андрияшевым и А. В. Нееловым, ареал этого вида находится в границах провинции Южная Георгия и Западноантарктической провинции Антарктической области.
Крокодиловой белокровке, как и всем прочим белокровковым рыбам, свойственно отсутствие чешуи на теле и обладание уникальным явлением среди всех позвоночных, присущим только 25 видам рыб этого семейства, — наличием «белой» крови, представляющей собой слегка желтоватую плазму, лишённую эритроцитов и гемоглобина. Подобное явление объясняется адаптацией предковых форм белокровковых рыб к суровым условиям Антарктики и отрицательной температуре воды в Южном океане, близкой к точке замерзания.

## Характеристика крокодиловой белокровки
В первом спинном плавнике 5—9 гибких колючих лучей, во втором спинном плавнике 37—42 членистых луча, в анальном плавнике 36—40 членистых лучей, в грудном плавнике 23—26 лучей, в хвостовом плавнике 11 ветвистых лучей; в нижней части первой жаберной дуги 4—6 жаберных тычинок; общее число позвонков — 60—64.
Тело относительно высокое (11—18 % стандартной длины). Голова очень большая, её длина составляет 33—42 % стандартной длины. Ростральный шип у вершины рыла редуцирован до кнопковидного. Вершина нижней челюсти находится на одной вертикали с вершиной верхней челюсти. Рыло очень длинное — 46—57 % длины головы. Рот большой, задний край верхней челюсти доходит до уровня середины зрачка или немного дальше. Глаз довольно большой, диаметр орбиты 14—23 % длины головы. Межглазничное пространство умеренной ширины (16—23 % длины головы). Первый спинной плавник умеренной высоты, выше второго спинного плавника. Оба спинных плавника хорошо разделены широким междорсальным пространством. На теле имеются две боковые линии без костных члеников — длинная дорсальная и очень короткая медиальная, расположенная на хвостовом стебле. Брюшные плавники удлинённые (19—45 % стандартной длины тела), заходят за начало основания анального плавника, с возрастом их относительная длина уменьшается. Хвостовой плавник закруглённый.
Общая окраска тела сероватая с более светлой брюшной стороной. По бокам туловища проходят 4—5 относительно широких тёмных полос, которые у неполовозрелых особей имеют желтовато-зелёную окраску. Первый спинной плавник тёмный или черноватый. Окраска остальных плавников варьирует от светлой до тёмной.

## Распространение и батиметрическое распределение
Встречается у острова Южная Георгия, Южных Сандвичевых, Южных Оркнейских и Южных Шетландских островов, у острова Буве и у берегов Антарктического полуострова. Обитает на глубинах от 5 до 770 м.

## Размеры
Общая длина самок достигает 76—77 см, самцов — 61 см. Наибольшая масса самок — 3,97 кг, самцов — 2 кг.

## Образ жизни
Молодь крокодиловой белокровки общей длиной до 25—35 см является хищником-зоопланктофагом и питается главным образом антарктическим крилем (Euphausia superba), мизидами и прочими мелкими ракообразными. Затем, по мере роста, в питании начинают появляться и рыбы. Взрослые рыбы длиной более 50 см — типичные хищники-ихтиофаги, питающиеся преимущественно донными и придонно-пелагическими видами нототениевых — мелкими остроносыми нототениями-нототениопсами (Nototheniops larseni и Nototheniops nybelini), нототенией-звездочётом (Lindbergichthys nudifrons), а также молодью зелёной нототении (Gobionotothen gibberifrons), щуковидной белокровки (Champsocephalus gunnari), патагонского клыкача (Dissostichus eleginoides) и молодью собственного вида. В небольших количествах в желудках также встречаются светящиеся анчоусы и другие рыбы. По разным данным в районе Южной Георгии и Скал Шаг в желудках взрослой крокодиловой белокровки преобладает щуковидная белокровка, в районе Южных Шетландских островов — нототениопсы.
Половозрелость у самок наступает при достижении средней общей длины 52 см, у самцов — при длине 44 см. Нерест происходит антарктической осенью: у Южной Георгии — в марте—мае, у Южных Шетландских островов — в мае—июне. Абсолютная плодовитость колеблется от 3 до 23 тыс. икринок, относительная плодовитость — 3,9—9,2 икринок. Диаметр зрелых икринок составляет около 4,4—4,9 мм. Икра демерсальная. Выклев личинок происходит весной, в августе—сентябре.